# Едуард Вільде
Едуа́рд Ві́льде (ест. Eduard Vilde; 4 березня 1865, Пудівере — 26 грудня 1933, Таллінн) — естонський письменник і драматург, представник реалізму в естонській літературі.

## Життєпис
Народився в Пудівере у сім'ї селянина. Дитинство і юність минули в селі. Після закінчення початкової школи навчання тривало у Таллінському повітовому училищі німецькою мовою. Німецький «остзейський» дух, зневажливе ставлення до естонця — вихідця із селян, конфлікти з вчителями і начальством змусили юнака залишити училище і повернутися в село. На цьому його навчання в освітніх закладах закінчилося, але продовжилось самоосвітою.

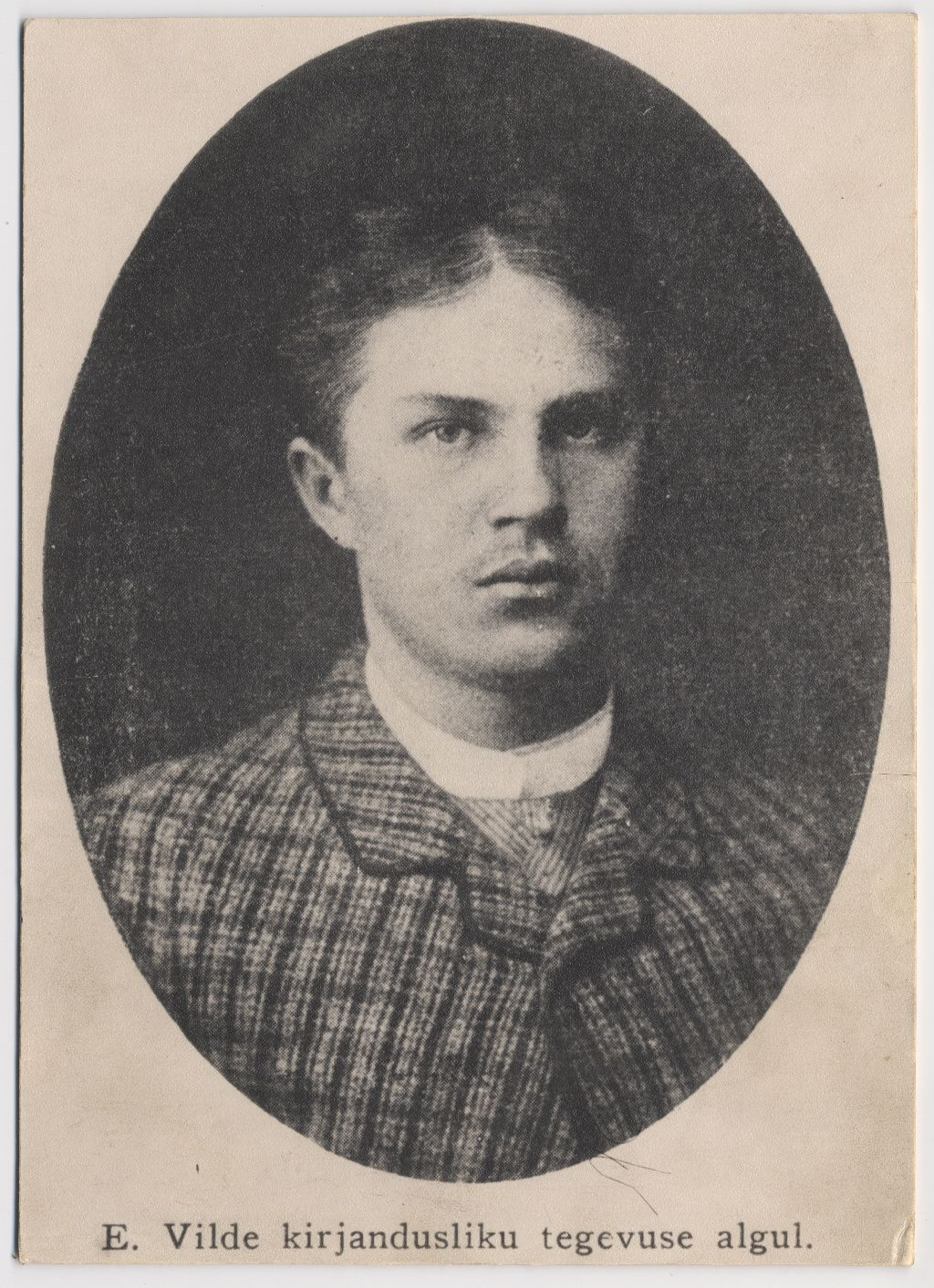
Едуард Вільде у молоді роки

Працював журналістом у різних газетах у Таллінні, Тарту і Ризі. З 1890–1892 Едуард Вільде живе в Берліні, де знайомиться з громадськими течіями і придивляється до соціальної боротьби. Повернувшись до Естонії, він бере участь у роботі естонської демократичної партії.
У 1896 жив у Москві, де стикався з представниками марксистських гуртків латиських студентів. Вільде взяв участь у революції 1905 року і був змушений емігрувати у Фінляндію, де видавав політичний сатиричний журнал «Шибениця» (1906), що таємно розповсюджувався в Естонії. Опісля емігрував до Данії, у Копенгаген, звідки повернувся лише після Лютневої революції.
Поїздка в Америку у 1911 році дала письменнику матеріал для збірки сатиричних фейлетонів «Усмішки».

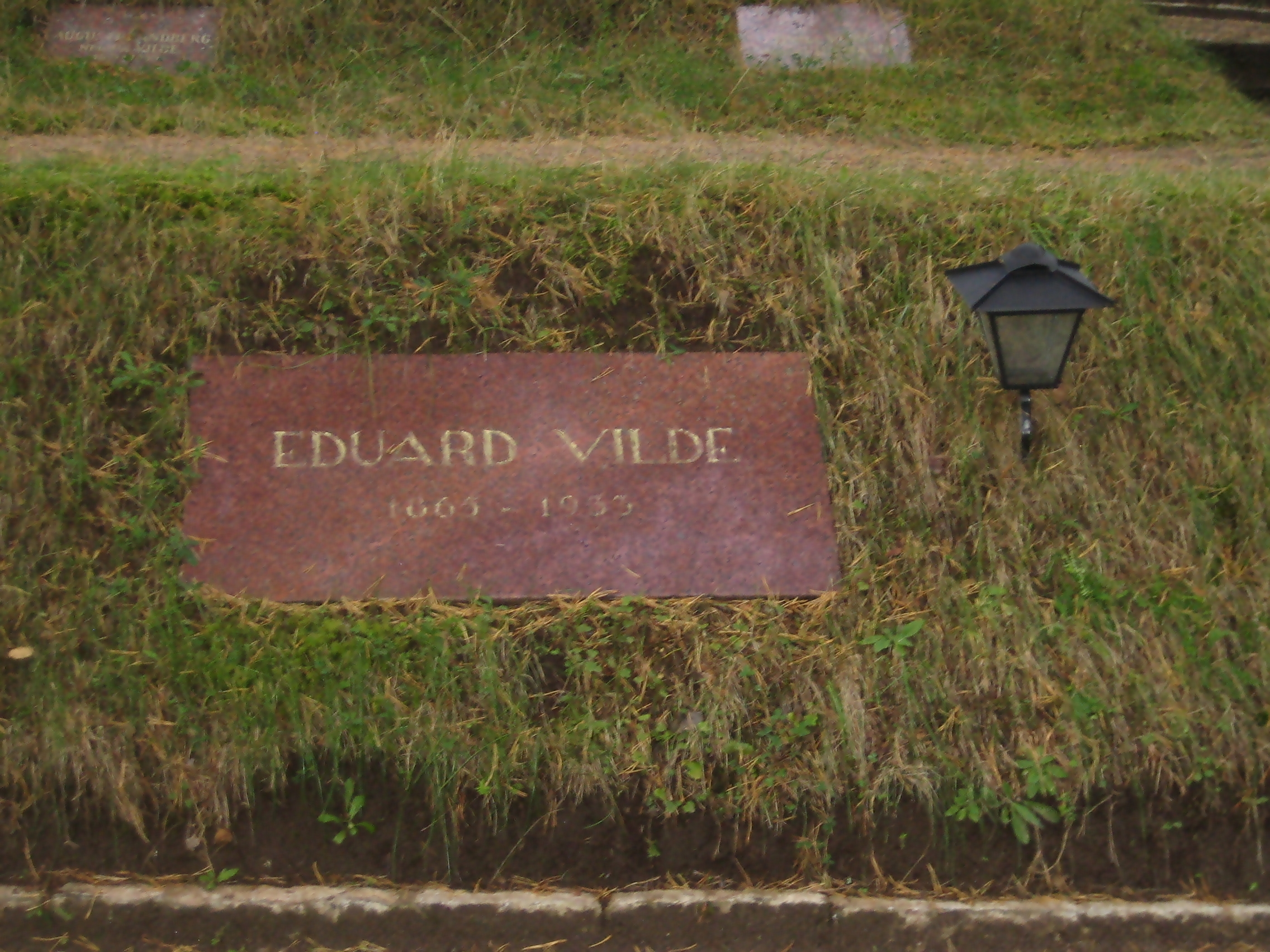
Надгробок Едуарда Вільде

Меморіальна дошка Едуарду Вільде в селі Береговому Бахчисарайського району

Після повернення з еміграції у 1917 році Вільде вступив до Естонської соціал-демократичної партії. У незалежній довоєнній Естонії займався в основному видаванням збірника свої творів. Перед смертю Вільде звернувся зі зверненням до естонського народу, закликаючи його до активної боротьби з фашизмом.
Помер Едуард Вільде 26 грудня 1933 року в Таллінні, на 69 році життя.

## Творчість
Літературну роботу розпочав у естонських газетах дрібними оповіданнями і фейлетонами. Перші оповідання Вільде несамостійні і мають невелику художню цінність, тим не менш вони швидко стали популярні серед естонського селянства і міщанства завдяки актуальності своїх тем.
У 1892 друкує перший свій великий твір «Kännud ja käbid» («Пні і шишки»), у якому відображає сучасні йому течії суспільної думки. Життя сучасного села, боротьба селян проти поміщиків, класове розшарування села, зубожіння і пролетаризація селянства — ось основні теми ряду його великих творів:
- «Külmale maale» («У холодну країну», 1896);
- «Astla vastu» («Проти рожна», 1898);
- «Mahtra sõda» («Війна в Махтра», 1902);
- «Prohvet Malstvet» («Пророк Малствет», 1907).

У деяких інших творах, як «Raudsed Käed» («Залізні руки», 1898), Е. Вільде торкається також життя пролетаріату, але його робітники — це вчорашні селяни.
Під впливом революційного підйому робітничих мас 1905 Е. Вільде в еміграції пише оповідання «Lunestus» («Спокута», 1909) — з життя копенгагенських робочих, у якому єдиний шлях до виходу з їх тяжкого становища бачить в організованості пролетаріату. В еміграції Е.Вільде багато працює над формою своїх творів і приділяє велику увагу опрацюванню матеріалу.
Наступні його твори — «Kubja Kaarli adjustaadid», що описує бідність і смерть вірного службовця у поміщика, постарілого і звільненого, і «Tooma tahter» («Доктор Фомье») — демонструють значні досягнення Вільде в області форми.
Незважаючи на зображувані ним важкі умови життя, його творчість дихає оптимізмом. Організуючими образами більшості найкращих творів письменника є представники революційних шарів. Однак після революції 1905 він поступово відходить все далі від революційного руху.
Останній його роман — ест. «Mäeküla piimamees» («Молочник з Мяекюла», 1916) — вирішує суперечності між селянами і поміщиками мирним шляхом. З 1917 нічого значного ним не написано.
Своїм реалізмом, актуальністю своїх тим, жвавістю стилю, картинністю викладу, живою народною мовою і особливо своєю близькістю до настроїв естонського селянства Вільде Едуард вніс цілющу струмінь у мізерну патріотично-романтичну естонську белетристику останньої чверті XIX століття, створив цілу течію сільського реалізму (ест. «külarealism») і став найпопулярнішим естонським письменником. Частина його творів перекладена на фінську, німецьку, латиську і російську мову. Кілька оповідань були написані Вільде німецькою мовою.

## Тема Криму у творчості
Улітку 1860 року серед естонських селян поширилася чутка, що далеко в Криму роздають землі майже задарма. І шлях до Криму відкритий усім, хто забажає поїхати в ці благодатні місця. Чутки були близькі до істини. Дійсно, пільги переселенцям були: на кожну чоловічу душу, — лише чоловік міг вважатися в сім'ї повноцінною одиницею — виділялося 12-15 десятин державної землі і 100 рублів, які не треба було повертати. Якщо врахувати, що місячний заробіток хорошого робітника, наприклад, у Севастополі, становив менше десяти рублів, то безповоротну суму жебрацькою не назвеш. Інші пільги теж були значні: якщо в найближчі три роки після переселення рік видасться неврожайним, то селянам видавався хліб на поживу та насіння для посіву. Плюс до цього, естонці звільнялися на три роки від обов'язкової військової повинності.
Народ в Естляндії жив скупчено, а в Криму були порожні села, залишені кримськими татарами в період масової міграції до Туреччини. Виїзд кримських татар відбувався протягом кількох століть, але особливо він посилився в 1860–1862 роках.
Кілька тисяч селянських родин Естляндії висловили бажання виїхати в Крим і йшли до царя за дозволом. Царський уряд був зацікавлений у заселенні півострову і дозвіл було отримано без особливих проблем.
Згодом, в 1904 році, письменник Едуард Вільде приїхав до Севастополя і дав таку оцінку переселенському руху: «Не сліпий порив, народжений брехливими обіцянками ошуканців, змусив естонського селянина покинути свої березові гаї і ялинники, поля і луки, свої джерела і струмки, пагорби і долини, з якими він пов'язаний споконвічними вузами, і змінити їх на похмурі, посушливі степи східній та південній Росії. До цього його змусив кріпосний гніт з усіма його жахами, і понині що панує на його батьківщині, хоч і під іншою назвою».
У Севастополі, — це був перший пункт його тривалої подорожі по Криму і Кавказу, — письменник розмовляв з декількома такими переселенцями, які, не витримавши труднощів сільського життя, перебралися до міста. Де їм жилося добре.
Письменник жив поруч з естонськими та іншими переселенцями Кримського півострова. Відображення їх життя можна знайти в численних статтях та романах Е. Вільде, які були написані в цей період.
Едуард Вільде писав: «Метою моєї поїздки було розшукати в естонських поселеннях тих людей похилого віку, які переселилися сюди під час „Пророка Малтсвєта“. У той же час мені було цікаво подивитися, як естонські селяни, які втекли від гірких тягот панщини сюди, в дальній кут Російської імперії, а також їхні нащадки живуть зараз в Криму, на якому економічному і духовному рівні вони знаходяться»
У романі «Пророк Малтсвет», написаному Едуардом Вільде в 1905–1908 роках, чимало сторінок присвячено Криму та естонським переселенцям.

## Вшанування пам’яті
В 1965 році іменем Едуарда Вільде названо вулицю в Києві, житловий масив Воскресенка.